# Manuel Giliberti

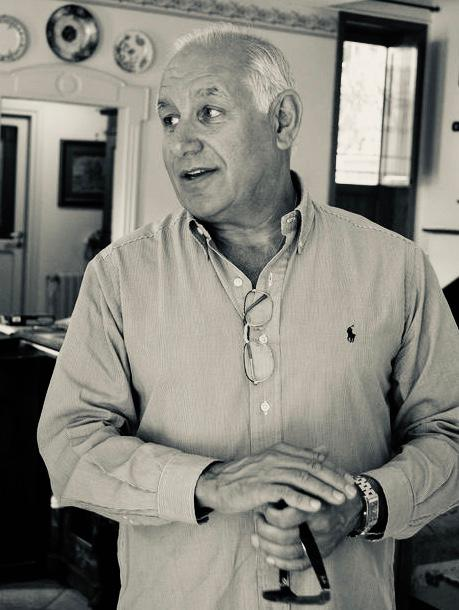
Manuel Giliberti

Manuel (Emanuele) Giliberti (Caltagirone, 13 maggio 1950) è un regista, scenografo e architetto d'interni italiano.

## Biografia
Si è laureato presso la facoltà di Architettura di Firenze.

Si è avvicinato allo spettacolo nel 1987 come scenografo, ruolo poi adottato a partire dal 1995 anche nel cinema, per poi infine passare progressivamente alla regia, sia per il cinema (dal 2002) che per il teatro (dal 2004).
Ha collaborato con registi come Kristoff Zanussi, Glauco Mauri, Enrico Maria Lamanna, Maurizio Nichetti, e ha lavorato per istituzioni pubbliche come il Teatro stabile di Parma, l'Istituto Nazionale del Dramma Antico, il Teatro Biondo di Palermo e il Teatro stabile del Friuli Venezia Giulia.

Dal 1994 ad oggi ha ricoperto ruoli diversi per l'Istituto nazionale del dramma antico di cui è stato Vicepresidente ,consigliere di amministrazione e consigliere delegato.
Ha lavorato anche nel campo della pubblicità, tra gli altri con Alessandro D'Alatri e Hugh Hudson.
Con Lettere dalla Sicilia, un film in costume ambientato nell'Ottocento, del quale ha firmato regia e scenografia, ha vinto il premio "Film da non dimenticare" dei "Globi d'Oro", il "Premio migliore film" del "Sicilian Film Festival", e la "Medaglia d'oro Provincia di Salerno" del "Festival Internazionale del Cinema di Salerno".
Successivamente si è anche dedicato alla produzione di documentari storici e di argomenti attenenti al teatro.

## Filmografia
- 1996 - Nerolio - Sputerò su mio padre (scenografia).
- 1998 - Il macellaio (scenografia).
- 1999 - Un nuovo giorno (film TV, scenografia).
- 2000 - Nebbia in Val Padana (TV, scenografia, 12 episodi).
- 2002 - Gli astronomi (scenografia).
- 2002 - Giovanni Falcone, i giorni della speranza (regia).
- 2003 - Sotto gli occhi di tutti (scenografia).
- 2005 - Bonjour Michel (scenografia).
- 2006 - Lettere dalla Sicilia (regia - scenografia con Amalia Daniele)
- 2008 - Piera il boxeur (regia). (Documentario/intervista su Piera Degli Esposti)
- 2008 - Una lontana storia d'amore (regia). Cortometraggio.
- 2010 - Il paese dove fioriscono i limoni (regia). (Dal Viaggio in Sicilia di Goethe).
- 2011 - Bastava una notte (regia). (Documentario sull'emigrazione siciliana in Tunisia).
- 2011 - Un milione di giorni (regia).
- 2012 - Nati stanchi (scenografia).
- 2013 - Mia magnifica Sfinge (drammaturgia e regia).
- 2020 - Livermore a Siracusa ! storia di una messinscena  (regia).
- 2023 - Semplicemente Piera (regia. Documentario)

## Teatro
- 1987 - Hystrio, di Mario Luzi (scenografia)
- 2004 - Raptus, di Massimo Maugeri (adattamento e regia).
- 2005 - When Love Speaks di William Shakespeare (regia).
- 2005 - Ferro e cuore, di Alberto Bassetti (regia).
- 2005 - Il volo del falcone, di Filippo Arriva (regia).
- 2006 - Viaggio vuol dire mare, di autori contemporanei (regia).
- 2006 - Medea, di Franz Grillparzer (regia).
- 2006 - Lasciami stare, di Anna Maria Mori (regia).
- 2006 - Aquila sapiens sapiens, di Letizia Compatangelo (regia).
- 2006 - Cassandra, di Renzo Rosso (regia).
- 2007 - Il maestro e Cicogno, (scene, costumi, regia).
- 2007 - Edipo e la sfinge, di Hugo von Hofmannsthal (regia).
- 2008 - Didone, donna senza amore adattamento da Christopher Marlowe (regia).
- 2010 - La governante, di Vitaliano Brancati (regia).
- 2011/2013 - In cima al Campanile, da Achille Campanile (drammaturgia e regia).
- 2013 - Storia di un medico siciliano suicidato dalla mafia, (adattamento e regia).
- 2013 - Regine di Oriente, da autori vari (adattamento e regia).
- 2014 - Verso Argo, di Eva Cantarella (regia).
- 2016 - Matrimoni ed altri effetti collaterali, di Ivan Campillo (regia).
- 2017 - Medea, di Antonio Tarantino (regia).
- 2017 - Aci e Galatea di Georg Friedrich Haendel (regia).
- 2019 -  Penelope il grande inganno, da autori vari (drammaturgia e regia).
- 2020 -  Arianna nel labirinto, da autori vari (drammaturgia e regia).
- 2021 - Fedra, di Seneca (regia).
- 2022 - Di sabbia e di mare, dalle favole di Apuleio.
- 2022 - Elisir d'amore (scene e costumi)
- 2022 - Margherita Stazione 19 dal Maestro e Margherita (regia)
- 2022 - Clitennestra vs Ifigenia da autori vari (drammaturgia e regia)
- 2023 - Eroine del Mito Medea&Elena da autori vari (drammaturgia e regia)
- 2023 _ Oreste o la fine degli Atridi (drammaturgia e regia)
- 2023 - Amore e Psiche da Apuleio (drammaturgia e regia)
- 2024 - Harem di Alberto Bassetti (regia)

## Pubblicazioni
- Henry Clark Barlow, Una escursione in Sicilia (a cura di Manuel Giliberti, introduzione di Dacia Maraini), A.L.E edizioni Palermo 1989.
- George Bellas Greenough, Diario di un viaggio in Sicilia. 1803 (a cura di Manuel Giliberti), A.L.E. edizioni, Palermo 1989.
- Manuel Giliberti, Siracusa, immagini e parole, Arnaldo Lombardi Editore, Palermo 1989.
- Manuel Giliberti, Bravo lo stesso! Il teatro di Piera degli Esposti, Arnaldo Lombardi Editore, Palermo 2008. ISBN 978-8872601808.
- Manuel Giliberti e Loredana Faraci, Il futuro del passato. Cento anni di teatro classico a Siracusa, Arnaldo Lombardi Editore, Palermo 2009. ISBN 9788872602829
- Manuel Giliberti e Loredana Faraci, L'albergo infinito del teatro. Gli spettacoli al Teatro Greco di Siracusa (1914-2017), Arnaldo Lombardi Editore, Palermo 2017. ISBN 978-8872602478.

## Architettura
E' titolare dello Studio Associato di Architettura  Emanuele Giliberti .
Lo studio nato con particolare attenzione alle attività di restauro e recupero di edifici storici si è specializzato nella realizzazione di alberghi di lusso.Svolge la propria attività in Italia e all'estero.